# 塔卡納火山

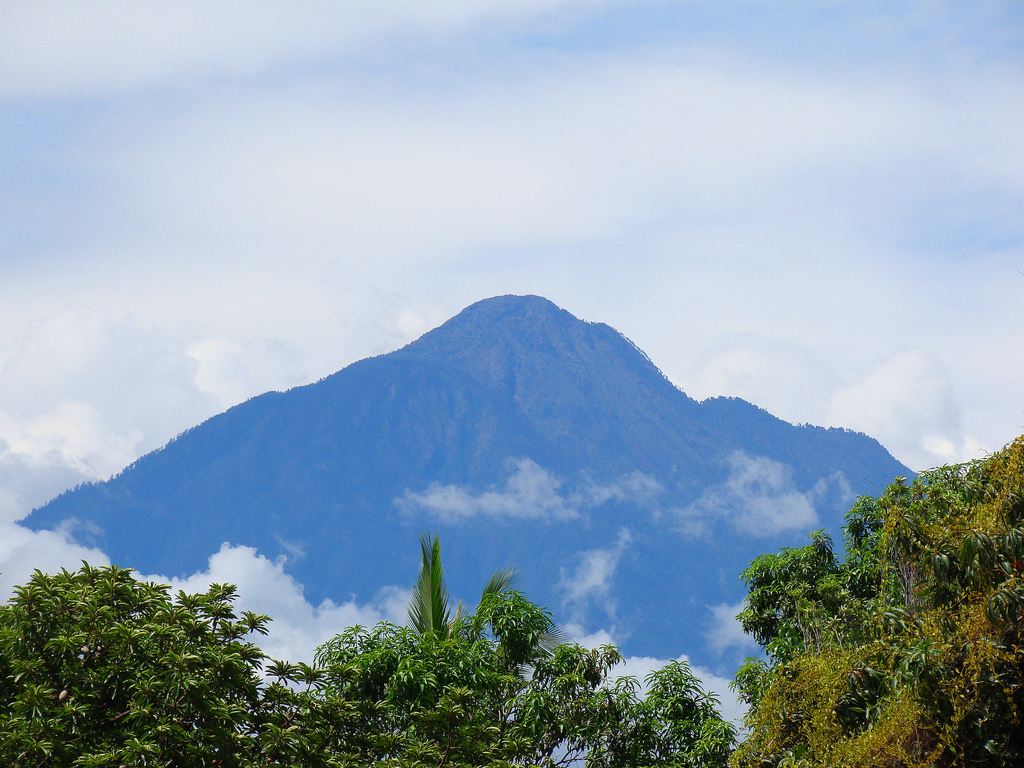

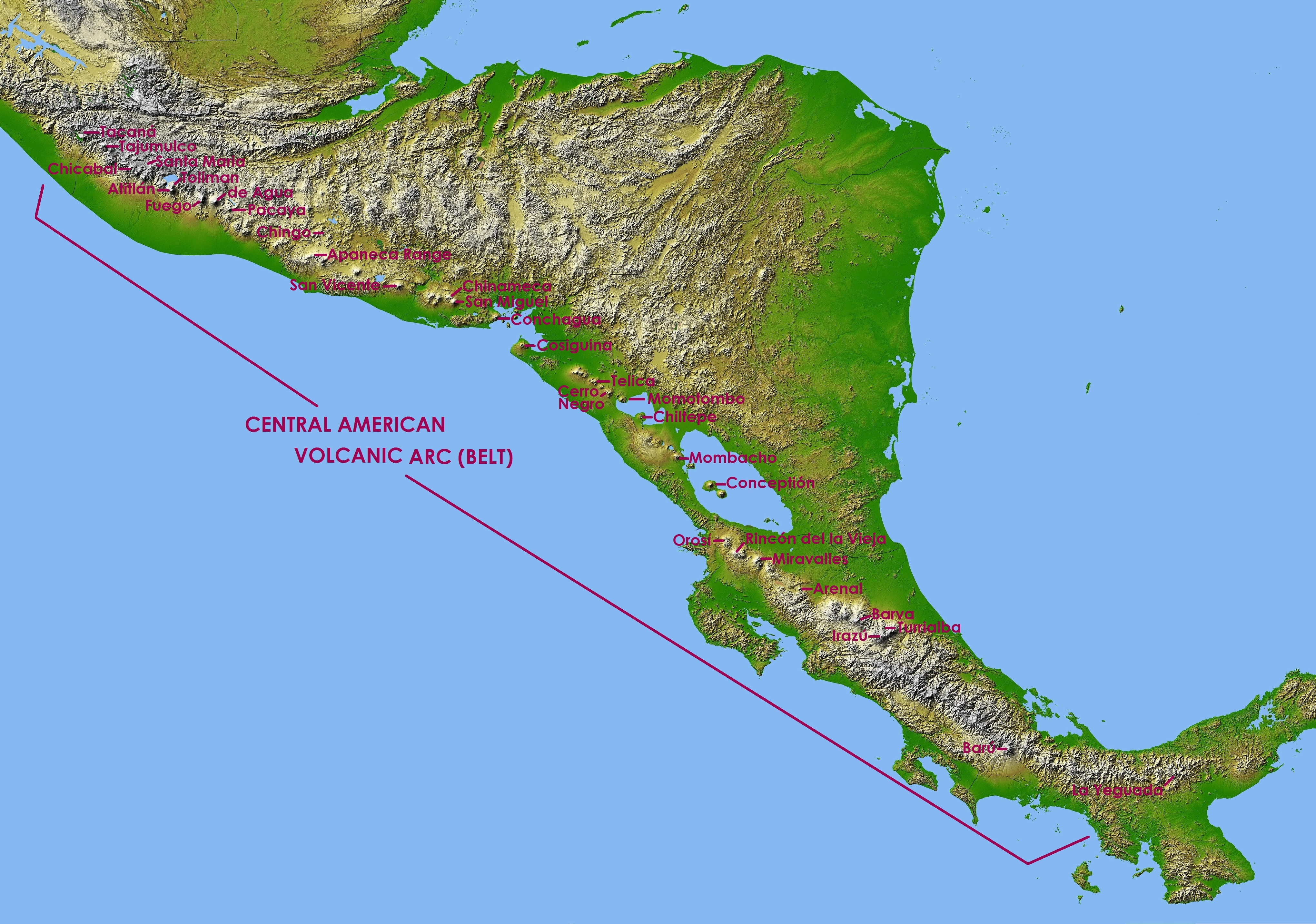

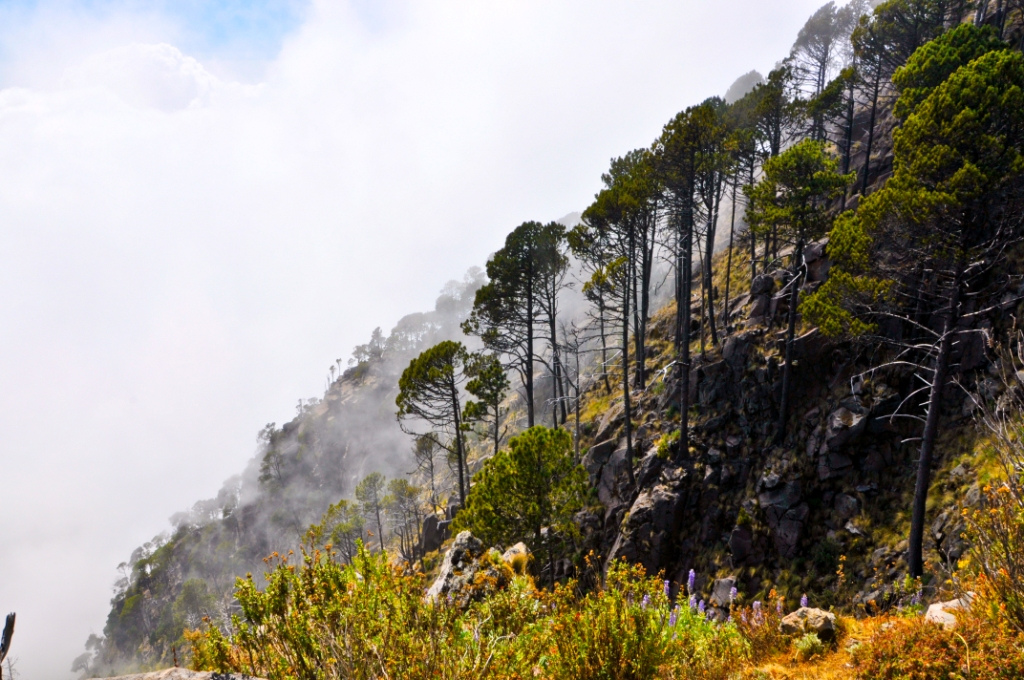

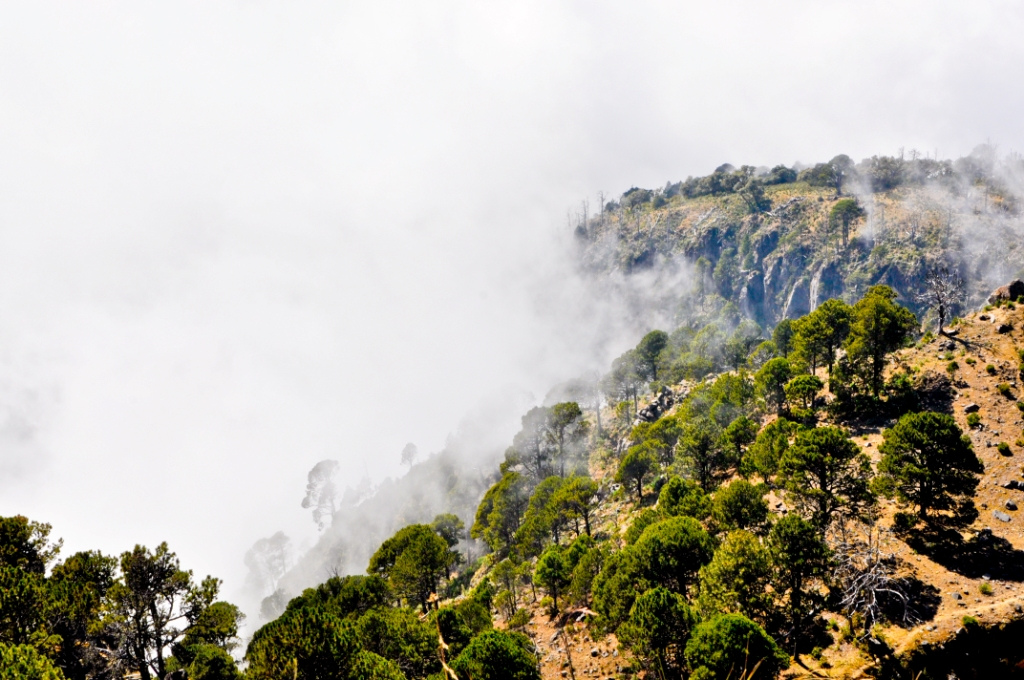

塔卡納火山是中美洲的火山，位於危地馬拉和墨西哥之間接壤的邊境，屬於中美洲火山弧，海拔高度4,060米，最近一次火山噴發在1986年5月發生。